# Wahl zum Repräsentantenhaus von Fidschi 2006
Die Wahl zum Repräsentantenhaus von Fidschi 2006 fand am 6. bis 23. Mai 2006 statt. Es war die letzte Wahl in Fidschi vor dem Putsch des Militärs von 2006. Das Repräsentantenhaus war vor der Verfassungsänderung von 2013 das Unterhaus im Zweikammersystem von Fidschi.
In das Repräsentantenhaus wurden 71 Abgeordnete für jeweils vier Jahre gewählt.

## Wahlergebnisse vom Mai 2006
| Partei | Kurzbezeichnung | Stimmen          | %                | Sitze | +/- |
| --- | --------------- | ---------------- | ---------------- | ----- | --- |
| Soqosoqo Duavata ni Lewenivanua | SDL             | 342.352          | 44.59            | 36    | +2  |
| Fiji Labour Party | FLP             | 300.797          | 39.18            | 31    | +4  |
| National Federation Party | NFP             | 47.615           | 6.20             | 0     | −1  |
| National Alliance Party of Fiji | NAPF            | 22.504           | 2.93             | 0     |     |
| United Peoples Party | UPP             | 6.474            | 0.84             | 2     | +1  |
| Party of National Unity | PANU            | 6.226            | 0.81             | 0     |     |
| Nationalist Vanua Tako Lavo Party | NVTLP           | 3.657            | 0.48             | 0     |     |
| Soqosoqo ni Vakavulewa ni Taukei | SVT             | 238              | 0.03             | 0     |     |
| National Democratic Party | NDP             | 123              | 0.02             | 0     |     |
| Party of the Truth | POTT            | 51               | 0.01             | 0     |     |
| Social Liberal Multicultural Party | SLM             | 49               | 0.01             | 0     |     |
| Coalition of Independent Nationals | COIN            | 20               | 0.00             | 0     |     |
| Justice and Freedom Party | JFP             | 18               | 0.00             | 0     |     |
| Parteilose |                 | 37.571           | 4.89             | 2     |     |
| New Labour Unity Party |                 | nicht angetreten | nicht angetreten | 0     | −2  |
| Gesamt |                 | 767.695          | 100 %            | 71    | +4  |
| Quelle: – Die frühere Conservative Alliance mit sechs Sitzen ging in die SDL auf. Die SDL erlangte zwei Sitze weniger als SDL und CA zusammen. |                 |                  |                  |       |     |